# Ubisoft Kiev
Ubisoft Kiev is een computerspelbedrijf gevestigd in Kiev, Oekraïne. Het bedrijf werd in 2008 opgericht als dochteronderneming van Ubisoft. De studio verzorgt voornamelijk het porteren van Ubisoft-spellen naar Windows.

## Ontwikkelde spellen
| Release | Titel                                    | Platform                                           |
| ------- | ---------------------------------------- | -------------------------------------------------- |
| 2009    | Tom Clancy's H.A.W.X.                    | Windows                                            |
| 2009    | Assassin's Creed II                      | Mac OS X                                           |
| 2010    | Assassin's Creed: Brotherhood            | Mac OS X                                           |
| 2010    | Tom Clancy's Splinter Cell: Conviction   | Mac OS X                                           |
| 2011    | From Dust                                | Windows                                            |
| 2011    | Driver: San Francisco                    | Windows                                            |
| 2011    | Assassin's Creed: Revelations            | Windows                                            |
| 2012    | Tom Clancy's Ghost Recon: Future Soldier | Windows                                            |
| 2012    | Assassin's Creed III                     | Windows                                            |
| 2013    | Assassin's Creed IV: Black Flag          | Windows                                            |
| 2014    | Trials Fusion                            | Windows                                            |
| 2014    | Far Cry 4                                | Windows                                            |
| 2014    | Assassin's Creed Unity                   | Windows                                            |
| 2015    | Assassin's Creed Syndicate               | Windows                                            |
| 2016    | Trials of the Blood Dragon               | PlayStation 4, Windows, Xbox One*                  |
| 2016    | Steep                                    | Nintendo Switch, PlayStation 4, Windows, Xbox One* |
| 2016    | Far Cry Primal                           | PlayStation 4, Windows, Xbox One*                  |
| 2017    | Assassin's Creed Origins                 | PlayStation 4, Windows, Xbox One*                  |
| 2018    | Far Cry 5                                | PlayStation 4, Windows, Xbox One*                  |
| 2018    | Assassin's Creed Odyssey                 | PlayStation 4, Windows, Xbox One*                  |
| 2019    | Trials Rising                            | Nintendo Switch, PlayStation 4, Windows, Xbox One  |
| 2022    | Rainbow Six Mobile                       | Android, IOS                                       |